# جورج ديفيز (منافس ألعاب قوى)
جورج ديفيز (بالإنجليزية: George Davies)‏ هو منافس ألعاب قوى أمريكي، ولد في 19 نوفمبر 1940 في برلين في ألمانيا.

## روابط خارجية
- جورج ديفيز على موقع الاتحاد الدولي لألعاب القوى (الإنجليزية)